# Educación media superior (México)
La Educación Media Superior en México (también conocido como bachillerato o preparatoria) es el período de estudio de entre dos y tres años (cuatro años en el bachillerato con certificación como tecnólogo de la SEP). Se está en preparatoria aproximadamente entre los 15 a 19 años. Algunas modalidades de este nivel educativo se puede ingresar hasta los 22 años, se dividen en varias áreas de especialidad, donde los estudiantes adquieren conocimientos básicos; también hay preparatorias abiertas. Todas deben estar incorporadas a la Secretaría de Educación Pública o a alguna universidad estatal o nacional.
El artículo 3° de la Constitución Política de los Estados Unidos Mexicanos explica:

“Todo individuo tiene derecho a recibir educación. El Estado – Federación, Estados, Distrito Federal y Municipios–, impartirá educación preescolar, primaria, secundaria y media superior. La educación preescolar, primaria y secundaria conforman la educación básica; esta y la media superior serán obligatorias…”

Lo anterior tiene no solo implicaciones de tipo social, sino económicas y laborales, pues actualmente para incorporarse al campo laboral se deben haber adquirido los estudios de preparatoria, en alguna de sus múltiples modalidades.
Algunas de las instituciones que incluyen nivel de bachillerato entre los grados ofrecidos son las siguientes:
- Universidad Nacional Autónoma de México,
- Instituto Politécnico Nacional
- En el caso de la Ciudad de México, el Instituto de Educación Media Superior de la Ciudad de México;
- Fuera de la Ciudad de México:
  - la Universidad Autónoma de Nuevo León, en Nuevo León;
  - la Universidad de Guanajuato, en Guanajuato;
  - la Universidad Autónoma del Estado de Morelos, en Morelos;
  - la Universidad Autónoma de Coahuila, en Coahuila;
  - la Universidad Autónoma de Yucatán, en Yucatán;
  - la Universidad Autónoma de Tamaulipas, en Tamaulipas;
  - la Universidad Autónoma de Guerrero, en Guerrero;
  - la Universidad Autónoma de Aguascalientes, en Aguascalientes;
  - la Universidad Michoacana de San Nicolás de Hidalgo, en Michoacán;
  - la Universidad Autónoma de Nayarit, en Nayarit,
  - la Universidad de Guadalajara, en Jalisco.
  - la Benemérita Universidad Autónoma de Puebla, en Puebla,
  - la Universidad Autónoma de San Luis Potosí, en San Luis Potosí;
  - la Universidad Autónoma del Estado de Hidalgo, en Hidalgo;
- En el caso de instituciones privadas se puede mencionar:
  - Prepa Tec (ITESM)
  - Sistema de Colegios Jesuitas
  - Prepa Anáhuac (Red de Universidades Anáhuac)
  - Instituto Global de Formación y Educación (IGFE), modalidad 100% en línea
  - Universidad Kuepa (Uk)[2]

## Reforma Integral a la Educación Media Superior de 2009
La Reforma Integral a la Educación Media Superior (RIEMS) fue una revisión de la currícula académica manejada por las diversas instituciones que imparten el bachillerato en México. Fue anunciada mediante el Acuerdo 442, publicado en el Diario Oficial de la Federación el 26 de septiembre de 2008, documento donde se establecen los ejes de la RIEMS que comenzó a aplicarse en el período escolar 2009-2010. La RIEMS busca unificar planes de estudio del bachillerato en el país y profesionalizar los servicios académicos que se prestan en ese nivel.
La Universidad Nacional Autónoma de México (UNAM) no aceptó implementar la reforma en sus planteles de nivel medio superior, al considerar que existen diferencias pedagógicas entre los modelos académicos adoptados por esa universidad y los que adoptaron la RIEMS. Por lo tanto, la UNAM no forma parte del Sistema Nacional de Bachillerato ni accedió a aplicar la prueba Enlace de evaluación de resultados de educación media superior. Por su parte, el Observatorio Filosófico emitió un comunicado en el que criticaba la decisión de suprimir la filosofía como materia obligatoria en el bachillerato. Según el Acuerdo 408, la filosofía es un contenido transversal de la educación y se incluirá en la enseñanza sólo si se considera necesario. Algunos actores han señalado que la RIEMS busca alinear la enseñanza media superior en México a los parámetros impuestos por la Organización para la Cooperación y el Desarrollo Económico. Desde que México ingresó en este organismo, las reformas educativas han sido constantes.

## Bachilleratos por institución

### Bachilleratos de la Secretaría de Educación Pública
- Instituciones dependientes del gobierno federal:
  - Educación Técnica Profesional
  - Colegio Nacional de Educación Profesional (CONALEP)
  - Bachillerato General
  - Dirección General de Bachillerato (DGB)
    - Centros de Estudios de Bachillerato (CEB)
    - Preparatoria Federal Lázaro Cárdenas PFLC
    - Preparatorias Federales por Cooperación (Prefeco)
    - Colegio de Bachilleres estatales (Cobach)
    - Escuelas Preparatorias Particulares Incorporadas  (EPPI)

- Bachillerato Tecnológico, cuyos programas de estudio se dirigen a la formación relacionada con los sectores industrial y de servicios, agropecuario y forestal, de la pesca y acuacultura.
  - DGETA y DGECyTM (Antes UEMSTAyCM) Dirección General de Educación Tecnológica Agropecuaria y Dirección General de Educación en Ciencia y Tecnología del Mar
    - Centro de Bachillerato Tecnológico Agropecuario (CBTA)
    - Centro de Bachillerato Tecnológico Forestal (CBTF)
    - Centro de Estudios Tecnológicos del Mar (CETMar)
    - Centro de Estudios Tecnológicos de Aguas Continentales (CETAC)

  - DGETI (Antes UEMSTIS) Dirección General de Educación Tecnológica Industrial
    - Centro de Estudios Tecnológicos Industriales y de Servicios (CETIS)
    - Centro de Bachillerato Tecnológico Industrial y de Servicios (CBTIS)
    - Centro de Enseñanza Técnica Industrial (CETI)
    - Colegio de Estudios Científicos y Tecnológicos del Estado (CECyTEs).
- Telebachillerato Comunitario (TBC)

- Instituto Politécnico Nacional
  - Centros de Estudios Científicos y Tecnológicos y Centros de Estudios Tecnológicos
  - Sistema de Bachillerato del Gobierno del Distrito Federal[7][8]
  - Universidad Vasco de Quiroga (UVAQ)

- Preparatoria Abierta SEP
- Prepa en Línea SEP

- Bachillerato Tecnológico de Educación y Promoción Deportiva (BTED)

## SECTEI CdMx
- Bachillerato Policial (BP)
- Bachillerato en Línea PILARES (BPL)

### Preparatorias de las universidades autónomas
- Universidad Nacional Autónoma de México
  - Colegio de Ciencias y Humanidades (UNAM)
  - Escuela Nacional Preparatoria (UNAM)
- Universidad Autónoma de Aguascalientes
  - Centro de Educación Media Plantel Central
  - Centro de Educación Media Plantel Oriente
- Universidad de Guanajuato
  - Escuela de Nivel Medio Superior de Celaya
  - Escuela de Nivel Medio Superior de Guanajuato
  - Escuela de Nivel Medio Superior de Irapuato
  - Escuela de Nivel Medio Superior de León
  - Escuela de Nivel Medio Superior Centro Histórico León
  - Escuela de Nivel Medio Superior de Moroleón
  - Escuela de Nivel Medio Superior de Pénjamo
  - Escuela de Nivel Medio Superior de Salamanca
  - Escuela de Nivel Medio Superior de Salvatierra
  - Escuela de Nivel Medio Superior de San Luis de la Paz
  - Escuela de Nivel Medio Superior de Silao
- Universidad Autónoma de Querétaro
  - Escuela de Bachilleres "Salvador Allende"
- Universidad Autónoma de Chihuahua
  - Bachillerato con enfermería
- Universidad Autónoma de Coahuila[9]
  - Unidad Saltillo
    - Escuela de Bachilleres “Ateneo Fuente”.
    - Escuela de Bachilleres “Dr. Mariano Narváez González”, T.V.
    - Escuela de Bachilleres #1.
    - Instituto de Enseñanza Abierta, U.S.
    - Instituto de Ciencias y Humanidades “Salvador González Lobo”.
    - Escuela de Bachilleres “Juan Agustín de Espinoza”.
    - Escuela de Bachilleres “Dr. y Gral. Jaime Lozano Benavides”.

  - Unidad Torreón
    - Escuela de Bachilleres “Agua Nueva”.
    - Escuela de Bachilleres “Venustiano Carranza”.
    - Instituto de Enseñanza Abierta, U.T.

  - Unidad Norte
    - Escuela de Bachilleres “Profesor Ladislao Farías Campos”.
    - Escuela de Bachilleres “Lic. Luis Donaldo Colosio Murrieta”.
    - Escuela de Bachilleres “Urbano Riojas Rendón”.
    - Escuela de Bachilleres “Antonio Gutiérrez Garza”.
- Universidad Autónoma del Estado de México[10]
  - Plantel "Lic. Adolfo López Mateo" de la Escuela Preparatoria
  - Plantel "Nezahualcóyotl" de la Escuela Preparatoria
  - Plantel "Cuauhtémoc" de la Escuela Preparatoria
  - Plantel "Ignacio Ramírez Calzada" de la Escuela Preparatoria
  - Plantel "Dr. Ángel Ma. Garibay Kintana" de la Escuela Preparatoria
  - Plantel "Texcoco" de la Escuela Preparatoria
  - Plantel "Sor. Juana Inés de la Cruz" de la Escuela Preparatoria
  - Plantel "Dr. Pablo González Casanova" de la Escuela Preparatoria
  - Plantel "Isidro Fabela Alfaro" de la Escuela Preparatoria
- Universidad Autónoma de Campeche
  - Escuela Preparatoria "Lic. Ermilo Sandoval Campos"
  - Escuela Preparatoria "Dr. Nazario Victor Montejo Godoy"
- Universidad Autónoma de Nayarit
  - Unidad Académica Preparatoria 1 (Tepic)
  - Unidad Académica Preparatoria 2 (Santiago Ixcuintla)
  - Unidad Académica Preparatoria 3 (Acaponeta)
  - Unidad Académica Preparatoria 4 (Tecuala)
  - Unidad Académica Preparatoria 5 (Tuxpan)
  - Unidad Académica Preparatoria 6 (Ixtlan del Río)
  - Unidad Académica Preparatoria 7 (Compostela)
  - Unidad Académica Preparatoria 8 (Ahuacatlán)
  - Unidad Académica Preparatoria 9 (Villa Hidalgo)
  - Unidad Académica Preparatoria 10 (Valle de Banderas)
  - Unidad Académica Preparatoria 11 (Ruiz)
  - Unidad Académica Preparatoria 12 (San Blas)
  - Unidad Académica Preparatoria 13 (Tepic)
  - Unidad Académica Preparatoria 14 "Modalidad abierta" (Tepic)
  - Unidad Académica Preparatoria 15 (Puente de Camotlan)
- Universidad Autónoma de Sinaloa
  - Escuela Preparatoria Central
  - Escuela Preparatoria Emiliano Zapata
  - Escuela Preparatoria Hnos. Flores Magon
  - Escuela Preparatoria Rafael Buelna Tenorio
  - Escuela Preparatoria Salvador allende
  - Escuela Preparatoria César Augusto Sandino
- Universidad Autónoma del Estado de Morelos
  - Preparatoria n.º 1 "Prof. Bernabé L. De Elías
  - Preparatoria No.2 "Antonio L. Mora Del Castillo"
  - Escuela De Técnicos Laboratoristas
  - Escuela Preparatoria Comunitaria De Tres Marías
  - Preparatoria No.3 Cuautla "Prof. Luis Ríos Alvarados"
  - Preparatoria No.4 Jojutla
  - Preparatoria No.5 Puente de Ixtla
  - Preparatoria No.6 Tlaltizapán
- Benemérita Universidad Autónoma de Puebla[11]
  - Prof. Alfonso Calderón Moreno
  - Lic. Benito Juárez García
  - Gral. Emiliano Zapata
  - Enrique Cabrera Barroso Urbana
  - Gral. Lázaro Cárdenas del Río
  - 2 de octubre de 1968
  - Regional Enrique Cabrera Barroso
  - Regional Simón Bolívar
  - Unidad Regional Libres
  - Bachillerato Internacional 5 de Mayo
- Universidad Autónoma de Yucatán
  - Escuela Preparatoria Uno
  - Escuela Preparatoria Dos
  - Unidad Académica Bachillerato con Interacción Comunitaria
- Universidad Autónoma del Estado de Hidalgo
  - Escuela Preparatoria n.º 1
  - Escuela Preparatoria n.º 2
  - Escuela Preparatoria n.º 3
  - Escuela Preparatoria n.º 4

### Preparatorias abiertas
Normalmente, utilizadas por trabajadores y estudiantes que rebasaron la edad de 18 años o personas que abandonaron los estudios de la preparatoria antes de terminarla. Es un sistema combinado de aula normal y autoestudio, donde en algunos casos las clases son nocturnas o los fines de semana. Una de las características de la preparatoria abierta es que se ubica dentro de la modalidad no escolarizada, por lo que es posible estudiar sin asistir a clases y sin un profesor y avanzar de grado de acuerdo con el tiempo dedicado al estudio y según las características personales.
- Escuelas preparatorias abiertas privadas
- Escuelas preparatorias abiertas de la Secretaría de Educación Pública
- Escuelas preparatorias abiertas de universidades autónomas

- Escuelas preparatorias privadas

### Preparatoria abierta en México
Su crecimiento en demanda no solo ha sido debido a su modalidad no escolarizada, sino también a sus costos relativamente bajos y a que está al alcance de cualquier ciudadano mexicano, ha ayudado al crecimiento de la matrícula escolar y no solo es utilizada por trabajadores, sino también por estudiantes jóvenes de cualquier edad hoy en día.
La aportación de este modelo educativo es invaluable;  se ha convertido en una herramienta alternativa a quienes buscan su desarrollo. La facilidad con la que pueden adquirir materiales de estudio también evolucionó. Hay dos tipos principales:
El material de estudio editado en libros oficialmente por la Secretaría de Educación Pública de México, que se puede encontrar y comprar fácilmente en cualquier librería. 
El material de estudio editado por particulares y escuelas incorporadas; con precios y formatos digitales.
La accesibilidad de los materiales, los bajos costos, el hecho de que no hay límite de edad convierten a la preparatoria abierta en un modo alternativo y eficiente de aumentar el índice de escolaridad en México.